# Refuge du Parmelan
Das Refuge du Parmelan ist eine Schutzhütte der Sektion Annecy des Club Alpin Français in Frankreich im Département Haute-Savoie in der Region Auvergne-Rhône-Alpes in den Bornes-Alpen.

## Geschichte
Die Schutzhütte wurde auf einem Grundstück gebaut, das Camille Dunant, der damalige Präsident der Sektion Annecy, erworben hat. Sie wurde im September 1883 eingeweiht. Für 2022 ist eine Renovierung des Gebäudes geplant.[veraltet]

## Zugang
Vom Parkplatz L'Anglettaz aus. Es ist auch möglich, von Villaz oder La Blonnière aus zu starten.
Im Winter ist der Zugang zur Chaletseite von L'Anglettaz (oder möglicherweise auch über die Chappeys-Chalets) zu bevorzugen, um die sehr gefährlichen Lawinenabgänge des Grand Montoir zu vermeiden. Darüber hinaus sind zu dieser Jahreszeit die Waldwege Anglette und Chappuis für den Verkehr gesperrt (Sperre vom ersten Schnee bis zum Tauwetter im April oder Mai, je nach Bedingungen).